# Кашапов, Ренат Равилевич
Ренат Равилевич Кашапов (род. 4 мая 1983) — российский легкоатлет, специалист по бегу на длинные дистанции, горному бегу и марафону. Выступает на крупных соревнованиях с 2005 года, серебряный и бронзовый призёр чемпионатов России по горному бегу, победитель и призёр ряда крупных всероссийских стартов на шоссе. Представляет Татарстан. Мастер спорта России.

## Биография
Ренат Кашапов родился 4 мая 1983 года. Сын известного марафонца Равиля Исхаковича Кашапова, с юных лет занимался бегом под руководством отца.
Выступал на крупных всероссийских стартах на шоссе с середины 2000-х годов.
В 2006 году с результатом 2:26:54 занял 11-е место на Московском международном марафоне мира.
В 2008 году на чемпионате России в Казани показал 12-й результат в беге на 10 000 метров, установив при этом свой личный рекорд — 30:10.79.
В 2009 году финишировал шестым на чемпионате России по марафону в Саранске (2:19:52) и пятым на Московском международном марафоне мира (2:20:52).
В 2010 году на чемпионате России по марафону, прошедшем в рамках XVIII Московского международного полумарафона, с личным рекордом 2:17:46 пришёл к финишу пятым. Также в этом сезоне с результатом 2:27:39 занял 13-е место на Бейрутском марафоне.
В 2011 году среди прочего был девятым на чемпионате России по полумарафону в Чебоксарах, выиграл серебряную медаль на чемпионате России по горному бегу в Красной Поляне.
На чемпионате России по марафону 2012 года, прошедшем в рамках XXXII Московского международного марафона мира, показал время 2:23:17 и занял 17-е место.
В 2013 году стал шестым на чемпионате России по марафону в Москве (2:20:31).
В 2014 году закрыл десятку сильнейших на чемпионате России по полумарафону в Уфе, занял 12-е место на чемпионате России по марафону в Волгограде, получил серебро на чемпионате России по горному бегу в Красной Поляне.
В 2016 году финишировал третьим на полумарафоне в Уфе и на Казанском марафоне (2:25:56).
В 2017 году выиграл полумарафон в Иннополисе, стал четвёртым на Казанском марафоне (2:19:47), взял бронзу на чемпионате России по горному бегу в Красной Поляне.
В 2018 году был девятым на чемпионате России по марафону в Волгограде (2:19:49), шестым на Казанском марафоне (2:26:07), вторым на марафоне в Екатеринбурге (2:22:12), 18-м на Московском марафоне (2:28:32).
В 2019 году показал 14-й результат на чемпионате России по марафону в Казани (2:22:02).
На Казанском марафоне 2020 года с результатом 2:23:38 пришёл к финишу четвёртым.
В 2021 году стал четвёртым на Казанском марафоне (2:20:37) и пятым на полумарафоне в Казани.
В 2023 году пробежал 10 км в рамках Казанского полумарафона — с личным рекордом 32:18 финишировал третьим.